# Communauté de communes Plaine de Courance
La communauté de communes Plaine de Courance est une ancienne communauté de communes française, située dans le département des Deux-Sèvres et la région Poitou-Charentes.

## Historique
- Lors de sa création le 30 juin 1993, elle regroupait seize communes et s'appelait communauté de communes Beauvoir Prahecq Saint-Symphorien.
- En 1995, l'intercommunalité, qui vient de fêter sa première année, change de nom et se nomme désormais communauté de communes Plaine de Courance.
- En août 2000, elle perd deux de ses communes (Aiffres et Saint-Symphorien) par arrêté préfectoral décidant l'extension du périmètre de la communauté d'agglomération de Niort.
- Le 29 décembre 2003, la commune de Saint-Symphorien réintègre l'intercommunalité qui regroupe alors 15 communes[1].
- Le 1er janvier 2014, les communes la composant deviennent, par arrêté préfectoral, membres de la communauté d'agglomération du Niortais.

## Composition
Elle est composée des quinze communes suivantes :
| - Beauvoir-sur-Niort - Belleville - Boisserolles - Brûlain - Fors - Granzay-Gript - Juscorps - La Foye-Monjault | - Marigny - Prahecq - Prissé-la-Charrière - Saint-Étienne-la-Cigogne - Saint-Martin-de-Bernegoue - Saint-Romans-des-Champs - Saint-Symphorien |